# Peter Jacobi
Peter H. Jacobi (n. 11 noiembrie 1935, Ploiești) este un sculptor, fotograf și și artist vizual originar din România, care profesează în Germania.

## Biografie

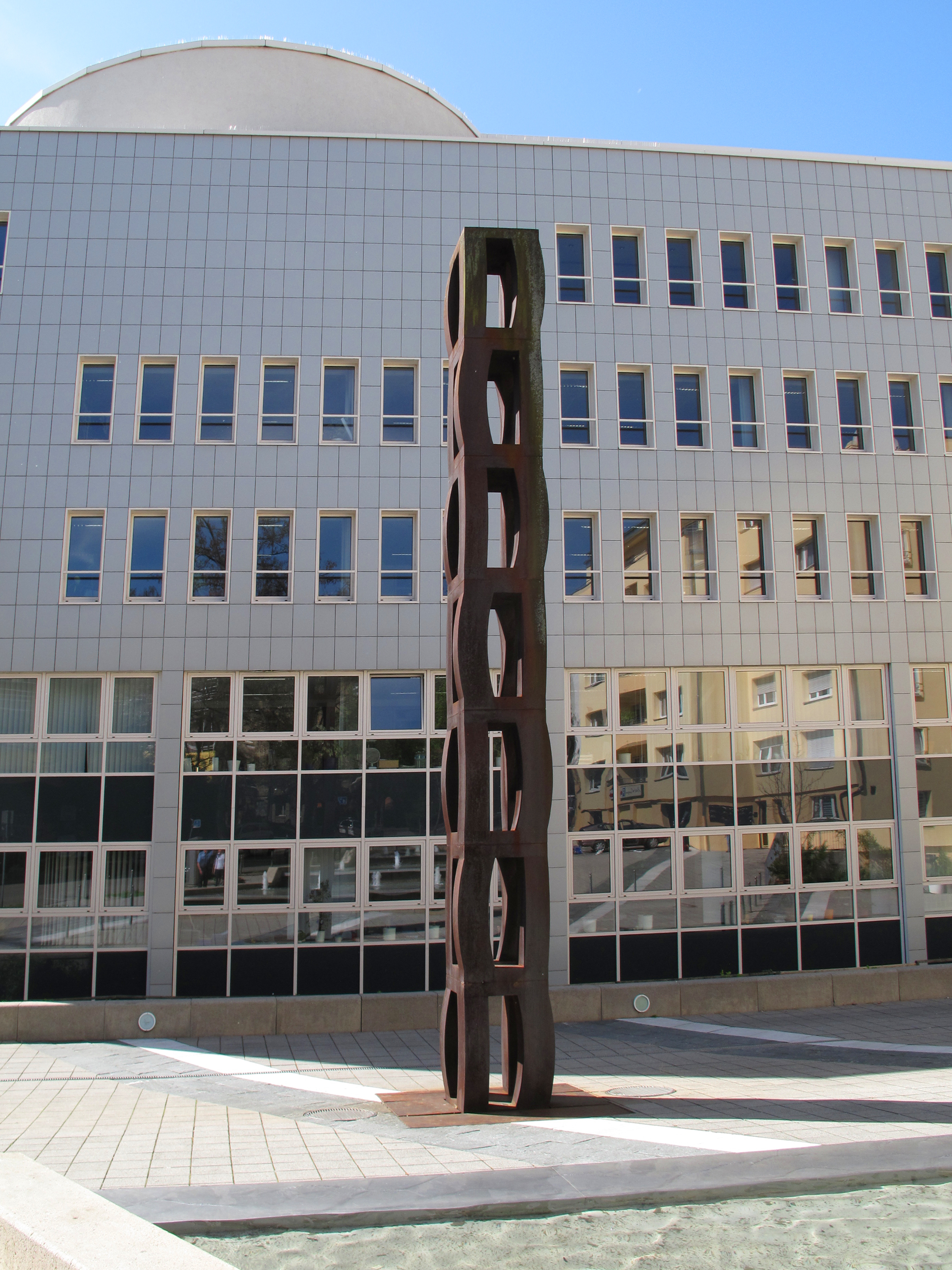
Coloana modulară în Pforzheim

Monumentul Holocaustului în București

Familia sa de sași se trage din Mercheașa, Brașov (Streitfort) și Sighișoara (Schäßburg). Bunicul său a emigrat în SUA de unde s-a întors în 1920 în Transilvania ca cetățean american.
Mama sa, Katharina, născută Porsche, era soră medicală pentru sugari. Bunicul ei, Julian Porsche, a venit din Boemia în Transilvania, la sfârșitul secolului al XIX-lea, pentru a înființa o fabrică de sticlărie.
Tatăl său, Johannes, a lucrat în industria de extracție a petrolului. Din cauza serviciului, familia s-a mutat din doi în doi ani în altă localitate, astfel că Peter Jacobi a urmat școala în zece localități diferite și a absolvit gimnaziul la Sibiu.
În anul 1954 a fost admis la Facultatea de Arte, secția sculptură, azi Universitatea Națională de Arte București, pe care a terminat-o șase ani mai târziu, în 1961.
Prima expoziție personală a lui Jacobi a avut loc în anul 1965 la Galeria Simeza.
În anul 1970, la vârsta de 35 de ani, sculptorul s-a mutat în Germania, unde un an mai târziu avea să devină profesor la Universitatea de Artă (Hochschule für Gestaltung) din Pforzheim, unde a profesat până în 1998.
După numeroase expoziții personale și de grup la care a participat în străinatate, în anii ‘90 a revenit în România, unde a expus la București, Craiova, Brașov, Sibiu, Timișoara.
În România, cea mai amplă lucrarea a sa este Memorialul Holocaustului din București, inaugurat la data de 8 octombrie 2009.
Holocaustul în România, 1940-1944. In timp ce Germania nazistǎ, aliații si colaboratorii ei implementau planurile de distrugere a evreilor europeni (care vor fi cunoscute sub numele de Holocaust sau Shoah) statul român a dezlanțuit propria persecuție sistematicǎ a evreilor, care a fost anticipatatǎ de legislația  antisemita a anului 1940. Pogromurile din Dorohoi si Galați, din iunie 1940, cele din București din ianuarie 1941, si Iași din iunie 1941, au lasat în urma mii de morți si au marcat începutul distrugerii organizate a evreilor români. In octombrie 1941, regimul lui Ion Antonescu a început deportarea evreilor din Basarabia și Bucovina în Transnistria, declanșînd genocidul cu scopul eliminarii populației evreiești a țarii. Intre anii 1940-1944, statul roman a fost responsabil pentru moartea a cel putin 280.000 de evrei romani și ucrainieni. De asemenea douzeci si cinci de mii de persoane de etnie roma au fost deportate în Transnistria unde 11.000 au pierit. În primavara anului 1944, autoritatile maghiare de ocupație din regiunile de nord-vest ale Romaniei au deportat 135.000 de evrei transilvǎneni la Auschwitz unde au fost omoriți de Germani. 
Națiunea româna si guvernul ei a ridicat acest memorial ca un loc permanent de amintire si ca un avertisment adresat generațiilor viitoare.
Inscriptie pe coloana: Fiecare latura a coloanei contine o singura litera în Ebraica care impreuna inseamna cuvintul Zachor-Amintesteti
Pietre de mormânt din cimitirul din București. Datînd de la sfârsitul secolului al XVII lea cimitirul evreiesc din București, aflat în strada Sevastopol a fost expropriat și distrus intre 1942 si 1944 din ordinul personal al lui Ion Antonescu. Autoritațile române au impus ca exhumarea morților și relocarea pietrelor de mormânt sa fie facuta prin utilizarea muncii forțate evreiești.
Pietre de mormânt din cimitirul din Odessa. În februarie 1944 Guvernământul Transnistrei a vândut ca material de construcții unor persoane particulare din România 24 de vagoane de cale ferata conținind pietre funerare din cimitirul evreiesc de la Odessa. O parte din aceste pietre de mormânt au fost recuperate ulterior de Federația Comunitaților Evreiești din România.
Steaua lui David este un simbol asociat în general cu religia iudaica și poporul evreu. Nazișii și aliații lor au marcat evreii cu o stea galbenă a lui David pentru a-i separa de restul populației și pentru a-i persecuta.
Roata evocǎ moștenirea indiana a romilor. Roata cu șaisprezece spițe care se afla pe steagul Roma simbolizeaza peregrinarea și focul.
Vagoane de marfă au fost utilizate în timpul Holocaustului din România pentru transportul evreilor si romilor destinați morții. Multi dintre evreii din Bucovina și jumătate din romii din Regat au fost deportați în Transnistria cu trenul. La Iași, în 1941, în doua trenuri ale morții cu destinația Călărași si Podu Iloaei au transportați 4.432 evrei din care au pierit 2.594. Toți evreii din Transilvania de Nord au fost transportați la Auschwitz cu trenul.

## Premii
- Premiul Bienalei de la Sao Paulo (1973)[5]
- Premiul Fundației Lewis – Tiffany de la New York (1974)[5]
- Premiul „Ion Andreescu“ al Academiei Române (2002) pentru expoziția retrospectivă la Muzeul Național de Artă al României[5]
- Premiul „Margareta Sterian“ pentru creație plastică (16 decembrie 2003) i-a fost decernat lui Peter Jacobi pentru expozitia Palimpsest, deschisă la Muzeul Național de Artă al României.[7]
- Siebenbürgisch-Sächsischer Kulturpreis (2003) (Premiul cultural al sașilor transilvăneni), Dinkelsbühl.[8]
- Premiul Erich-Heckel al asociației artiștilor din Baden-Württemberg (7 decembrie 2008), pentru întreaga sa carieră artistică.[9]
- Premiul Național „Constantin Brâncuși” (2021)[10]

## Fotograf pasionat
Pasiunea sa pentru fotografie s-a canalizat în special pe tema Biserici fortificate din Transilvania. În 2004, a finalizat proiectul fotografic „Stillleben nach dem Exodus – Wehrkirchen in Siebenbürgen" (Natură moartă după exod – Biserici fortificate din Transilvania) în care prezintă situația dezastruasă a acestora, aflate în curs de ruinare după exodul populației germane (sași) din România. Pentru aceasta, timp de doi ani a colindat satele săsești cele mai îndepărtate, inventariind peste două sute de localități.
Parte din fotografii le-a publicat în albumul: Peter Jacobi „Siebenbürgen Bilder einer Reise” („Pelegrinul transilvan”), Wort+Welt+Bild Verlag München, 2007. Dincolo de excepționalele valențe artistice, lucrările artistului Jacobi se constituie ca un apel la salvarea unor valori inestimabile ale patrimoniului istoric și cultural mondial – renumitele biserici săsești fortificate din Transilvania – amenințat astăzi mai mult ca niciodată prin plecarea masivă a sașilor, care s-a accentuat după căderea comunismului până la limita depopulării totale a unor sate.
Din mulțimea de fotografii pe această temă, a ales 2000 pe care le-a publicat în 2009 pe un CD (Schiller Verlag, Hermannstadt – Bonn 2009; ISBN 978-3-941271-29-6). În selecție precumpănește aspectul documentar. Pentru fiecare localitate a ales între 10 și 25 de fotografii, cu legenda bilingvă, în germană și engleză.

## Expoziții personale (selecție)
- 1965 București, „Peter Jacobi”, Galeria Simeza
- 1970 Veneția, Bienală, Pavilionul Românesc – with Ritzi Jacobi
- 1971 Milano,  Galleria del l’Ariete – with Ritzi Jacobi
- 1976/77 Mannheim, Kunsthalle – with Ritzi Jacobi
- 1977 Baden-Baden, Staatliche Kunsthalle – with Ritzi Jacobi
- 1978 Zuerich, Muzeul Bellerive – with Ritzi Jacobi
- 1980 Melbourne, Galeria Națională Victoria Perth, Galeria Națională de Artă a Australiei de V- Sydney, Galeria Coventry (expoziție itinerantă)- with Ritzi Jacobi
- 1981 Detroit, Institutul de Arte Chicago, Muzeul de Artă Contemporană, Philadelphia, Moore College of Art Gallery și Philadelphia College of Art Gallery Los Angeles, The Los  Angeles County Museum of Art (expoziție itinerantă)- with Ritzi Jacobi
- 1982 Aalborg, Nordjyllands Kunstmuseum , Stockholm,  Liljevalchs Konsthall – with Ritzi Jacobi
- 1984 Paris, Muzeul de Artă Modernă – with Ritzi Jacobi
- 1993 București, ONDEA „Peter Jacobi, Sculptura si Fotografie”, Galeria Artexpo, Sala Ronda
- 1993/94 Cluj-Napoca, Muzeul Național de Artă
- 1996 Bratislava, Slowakia, „Month of Photography”, Galery in the Zichyho palác
- 1999 Oronsko, „Peter Jacobi, Columns Memorials”, Center of Polish Sculpture, The Museum of Polish Sculpture, Regensburg, „Peter Jacobi, Columns Memorials”, Museum Ostdeutsche Galerie (expoziție itinerantă)
- 2002 Muzeul Național de Artă al României, Expoziție  retrospectivă Peter Jacobi
- 2018 Muzeul Național Brukenthal, „Minorități etnice în cultura vizuală, focus România”
- 2018 Centrul de Informare Turistică din cadrul Primăriei Municipiului Sibiu, „Pavilionul Memorial Brukenthal” de Peter Jacobi
- 2020 Muzeul Național de Artă Contemporană Expoziție retrospectivă Peter Jacobi

## Expoziții de grup (selecție)
- 1967 Antwerpen, „9. Biennale”, Kunsthistorische Musea Middelheim. Openluchtmuseum voor Beeldhouwkunst
- 1968 Legnano Castellanza,  „IV Mostra Internat. di Scultura al Aperto”, Museo di Arte
- 1971 Sydney, „Power Request Exhibition”, Power Institute of Fine Arts Los Angeles, „Deliberate Entanglement”, Frederick S. Wight Gallery of University of California San Francisco, California Palace of the Legion of Honor Chicago, Museum of Contemporary Art, Salt Lake City, Museum of Fine Arts, Vancouver Art Gallery – expoziție itinerantă – with Ritzi Jacobi
- 1973 Sao Paolo, 12. Biennale, „Arte Communication” – with Ritzi Jacobi
- 1976 Kyoto, „Fiber Works, Europe and Japan” The National Museum of Modern Art – Ritzi Jacobi
- 1977 Tokio, The National Museum of Modern Art, expoziție itinerantă – with Ritzi Jacobi
- 1979 Bremen, „Sculpture Simposium” Lahr, „International Ston- Symposium”
- 1984 Stuttgart, Wuerttembergischer Kunstverein, Duisburg, „Dreidimensional“ Stuttgart, Lehmbruck Museum, Duisburg, Lehmbruck Museum, Mannheim, Kunsthalle (expoziție itinerantă), Tokio, The National Museum of Modern Art
- 1985 Maubeuge, France, „Visagesde la sculpture Europeen“
- 1986 Helsinki, „Concrete”, Helsingfors Festspel (Helsinki Festival), Sculpture Symposium
- 1989-90 Stuttgart, „Plastik im Freien”, City of Stuttgart
- 1990-91 Karlsruhe, „Skulptur im Stadtbild”, City of Karlsruhe
- 1994 Waiblingen, „Kunst macht Natur, Natur macht Kunst”
- 1995/96  Stuttgart, „Technik, Techno”, Wuerttembergischer Kunstverein
- 1996 Mulhouse, „La figure d’homme dans la photographie”, FRAC , La Filature Karlsruhe, „Skulptur Suedwest – Dreidimensionale Kunst im Suedwesten”,
- 1998 Icheon, South Korea, International Sculpture Symposium, with exhibition Guilin, South China, The Yuzi Sculpture Parc
- 2000 Esslingen, Grafische Sammlung, Villa Merkel „Prolidice”
- 2004 București, Expoziție de deschidere a Muzeului Național de Artă Contemporană
- 2006 Beijing, Selecție finală pentru Grădina de Sculptură a Jocurilor Olimpice

## Lucrări în colecții publice (selecție)
- Aalborg, Denmark, Nordjyllands Kunstmuseum
- Aschaffenburg, Schlossmuseum
- București, Muzeul National de Arta Contemporana – MNAC
- București, Muzeul National de Arta al României
- Freiburg i.Br., Museum fuer Neue Kunst
- Guilin, China, Yuzi Sculpture Park and Sculpture Centre
- Hamburg, Museum fuer Kunst und Gewerbe
- Heilbronn, Staedtische Museen
- Helsinki, Collection Teraesbetony oy
- Karlsruhe, Badisches Landesmuseum
- Kyoto, The National Museum of Modern Art – with Ritzi Jacobi
- Lahr  City Collection
- Lidice, Czech Republic, Museum
- Mannheim, Kunsthalle
- Marl, Skulpturenmuseum Glaskasten
- Mulhouse, France, Galérie Municipale
- Paris, Musee d’Art Moderne de la Ville de Paris
- Regensburg, Museum Ostdeutsche Galerie
- Roma, Galleria Nazionale d’Arte Moderna – with Ritzi Jacobi
- Sibiu, Muzeul National de Arta Brukenthal
- Stuttgart, Staatsgalerie
- Stuttgart, Wuerttembergisches Landesmuseum
- Sydney, Power Gallery of Contemporary Art – with Ritzi Jacobi
- Wien, Museum des 20. Jahrhunderts

## Cărți dedicate sculptorului
- Bettina Schönfelder, Dorothée Bauerle-Willert, Isabel Greschat: Peter Jacobi, catalog cu operele sale, volum bilingv germană/engleză, publicat cu ocazia a 75 de ani de viață, Editura Kehrer, Heidelberg, 2010, 271 p., 337 ilustrații color, ISBN 978-3-86828-196-5
- The Detroit Institute of Arts (Editor)1981 "Ritzi & Peter Jacobi" – Mary Jane Jacob (Autor), Erika Billeter (Autor)ISBN 0-89558-085-3.
- Städtische Kunsthalle Mannheim (Editor) 1976/77 "Ritzi und Peter Jacobi – Tapisserien . Textile Reliefs und Objekte . Soft-Zeichnungen und Skulpturen" Heinz Fuchs (Autor)
- Gesellschaft der Freunde Junger Kunst Baden-Baden e.V. (Editor) 1977 "Ritzi und Peter Jacobi – Tapisserien – Softzeichnungen und Skulpturen" – Klaus Jürgen-Fischer (Autor), Heinz Fuchs (Autor)
- Muzeul National de Arta al Romaniei (Nationalgalerie Rumäniens, Editor)2002 "Peter Jacobi – Palimpsest" – Ioana Vlasiu (Autor), Bernd Scheffer (Autor)ISBN 3925521-87-9
- Museum der Stadt Aschaffenburg (Editor)1982 "Ritzi Jacobi – Works in Progress – Peter Jacobi – Inliegend-bedeckt-Skulpturen – Monumente ohne Absicht- Fotografien" – Ingrid Jenderko-Sichelschmidt (Autor)
- Musée d'Art Moderne de la Ville de Paris (Editor)- Galerie Nationale d'Art Textile Beauvais" (Editor) 1984 "Ritzi Jacobi – Dessins – Sculptures – Tapisseries/Peter Jacobi – Photos – Sculptures – Tapisseries" – Bernadette Contensou/Jean Coural/Claude Ritschard/Rolf Gunter Dienst/Danielle Molinari (Autors)
- BASF Aktiengesellschaft Kulturelle Veranstaltungen (Editor)1985 "Ritzi Jacobi  Peter Jacobi" – Wolfgang Jentzsch (Autor)- Manfred Fath (Autor)
- Center of Polish Sculpture The Museum of Contemporary Sculpture Oronsko und Museum Ostdeutsche Galerie Regensburg (Editors)1999 – "Peter Jacobi – Columns Memorials" – Lech Karwowski (Autor)- ISBN 83-85901-29-9
- Kunstverein im Reuchlinhaus Pforzheim (Editor) 1975 "Ritzi & Peter Jacobi" 1974 – Rolf Gunter Dienst (Autor)
- Peter Jacobi "Siebenbürgen Bilder einer Reise – Wehr- und Kirchenburgen. Ein Bericht: Pelegrin prin Transilvania" Wort+Welt+Bild 2007 – ISBN 3981082540 – ISBN 978-3981082548
- Peter Jacobi "Stillleben nach dem Exodus – Wehrkirchen in Siebenbürgen – NATURI MOARTE DUPA EXOD – Still Life after the Exodus – Fortified Churches in Transsylvania" (CD-Rom) 2009 – ISBN 3941271296 – ISBN 978-3941271296